# Миколаївська сільська рада (Кропивницький район)
| Миколаївська сільська рада — колишній орган місцевого самоврядування у Кропивницькому районі Кіровоградської області з адміністративним центром у с. Миколаївка. 05.02.1965 Указом Президії Верховної Ради Української РСР передано Миколаївську сільраду Маловисківського району до складу Кропивницького району. Сільській раді підпорядковані населені пункти: - с. Миколаївка - с. Корлюгівка - с. Олено-Косогорівка - с. Українка - с. Шевченкове - с-ще Шостаківка |

## Склад ради
Рада складалася з 16 депутатів та голови.

### Керівний склад ради
| ПІБ                    | Основні відомості                                                 | Дата обрання | Дата звільнення |
| ---------------------- | ----------------------------------------------------------------- | ------------ | --------------- |
| Гуненко Раїса Іванівна | Сільський голова, 1953 року народження, освіта                    | 26.03.2006   | 29.04.2010      |
| Тегза Юрій Михайлович  | Сільський голова, 1971 року народження, освіта вища, безпартійний | 31.10.2010   |                 |

Примітка: таблиця складена за даними джерела

## Населення
Згідно з переписом УРСР 1989 року чисельність наявного населення села становила 2431 особа, з яких 1097 чоловіків та 1334 жінки.
За переписом населення України 2001 року в селі мешкало 2320 осіб.

### Мова
Розподіл населення за рідною мовою за даними перепису 2001 року:
| Мова       | Відсоток |
| ---------- | -------- |
| українська | 96,52 %  |
| російська  | 2,45 %   |
| молдовська | 0,69 %   |
| білоруська | 0,26 %   |
| вірменська | 0,09 %   |